# ミハル・トラーヴニーク
ミハル・トラーヴニーク（チェコ語: Michal Trávník、1994年5月17日 - ）は、チェコのサッカー選手。チェコ代表。ポジションはMF。

## クラブ歴
1.FCスロヴァーツコの下部組織出身で、2012年3月18日にトップチームデビューを果たした。2014年5月10日にリーグ初得点を記録。
2015年7月にFKヤブロネツに移籍。
2019年夏にACスパルタ・プラハに移籍した。

## 代表歴
アンダー代表としてはU-17代表で2011 FIFA U-17ワールドカップに出場した他、U-21代表ではUEFA U-21欧州選手権2015、UEFA U-21欧州選手権2017に出場している。
A代表初出場はチャイナ・カップ2018のウルグアイ代表戦であった。